# 星宿增一
長蛇座29，又名BD-08 2678，HD 81728、SAO 136861、HR 3744，是長蛇座的一颗恒星，视星等为6.54，位于銀經241.94，銀緯28.63，其B1900.0坐标为赤經9h 22m 20.7s，赤緯-8° 28.63′ 23″。